# Kasongo
Kasongo ist eine Stadt in der Provinz Maniema der Demokratischen Republik Kongo und das Verwaltungszentrum des gleichnamigen Territoriums.

## Geographie
Kasongo liegt östlich des Lualaba-Flusses auf einer Höhe von 640 Metern. 1981 betrug die Bevölkerungszahl 27.138 und 2012 betrug sie 56 877. Geonames gibt die Bevölkerungszahl ohne Datumsangabe mit 81629 an.

## Infrastruktur
Südwestlich der Stadt liegt der Flugplatz Kasongo (ICAO-Flugplatzcode: FZOK). Kasongo ist über einen 240 Kilometer langen Abschnitt der Nationalstraße 31 (N31) mit der Provinzhauptstadt Kindu verbunden, die Fahrt dauert jedoch aufgrund des schlechten Zustands der Straße zwei Tage. Die Stadt liegt außerdem an der Nationalstraße 2 (N2) und der Regionalstraße 629 (R629). Die Regionalstraße 631 führt durch die Stadt.
Kasongo ist Teil der römisch-katholischen Bistums Kasongo.

## Geschichte
Die Stadt wurde zwischen 1850 und 1860 gegründet. Einige Jahre später wurde sie zur Hauptstadt des neu gegründeten und kurzlebigen Sultanats Utetera, das vom suaheli-arabischen Sklaven- und Elfenbeinhändler Tippu Tip gegründet und zunächst regiert wurde. Sein Sultanat war ein wichtiger Handelspartner und Verbündeter des Sultanats Sansibar.
Henry Morton Stanley nutzte während seiner Durchquerung Afrikas von Ost nach West von 1874 bis 1877 den nahegelegenen Lwama-Fluss. Am 17. Oktober 1876 erreichte er den Lualaba und setzte seine Expedition über Kasongo (in der Nähe des Dorfes Tubanda) fort. Dort traf er eine Gruppe Araber, darunter auch Tippu Tip. Dieser erklärte sich bereit, ihm bei der Weiterreise zu dem Ort zu helfen, „wo sich der Fluss ein für alle Mal nach Osten oder Westen wendet“.
Das Gebiet wurde dann Anfang der 1880er Jahre erneut von Stanley auf seiner dritten Expedition besucht.
Eine wichtige katholische Mission (Tongoni-Kasongo St. Charles) der Weißen Väter wurde Ende des 19. Jahrhunderts an der Stelle des ehemaligen Kasongo errichtet. Dort wurden am 1. Dezember 1892 Leutnant Joseph Lippens und Sergeant Henri-Auguste De Bruyne von Sefu bin Hamid ermordet. Ihre Gräber befinden sich auf dem Missionsfriedhof.
Das Gebiet war das Zentrum des Kongo-Arabischen Krieges und des Batetela-Aufstands in den 1890er Jahren. Ein Jahrhundert später wurden Kasongo und seine Bewohner vom Zweiten Kongokrieg (1998–2003) schwer getroffen.
Vor der Mitte des 20. Jahrhunderts führte die transkontinentale Route von Juba im Sudan nach Kapstadt in Südafrika von Bukavu kommend über Kasongo, dann nach Kamina und dann weiter nach Kapstadt.